# برلمان زيمبابوي
يُوصف تفويض برلمان زيمبابوي بأنه تشريعي، وتمثيلي، ورقابي، إضافة إلى كونه قضائي في بعض الجوانب. وقد تطورت هذه المهام الجوهرية للمجلس لتصل إلى شكلها الحالي الذي يضم التشريعات، والموافقة على الضرائب، والسيطرة على الإنفاق العام، والنقاش حول سياسة الحكومة والتدقيق في الإدارة الحكومية. ويتكون مجلس النواب الزيمبابوي من جزئين رئيسين:
1. مجلس الشيوخ: (المجلس الأعلى؛ في الوجود من 1980 إلى 1989، وعاد منذ عام 2005)
2. مجلس النواب: (المجلس الأدنى، الذي كان قائما منذ عام 1980 وكان المجلس التشريعي للبلاد من 1989 إلى 2005).

## وصلات خارجية
- الموقع الرسمي